# バレンティン・ピメンテル
バレンティン・エンリケ・ピメンテル・アルムエジェス（Valentín Enrique Pimentel Armuelles  、1991年5月30日 - ）は、パナマ・パナマ市出身のプロサッカー選手。サッカーパナマ代表。CDプラサ・アマドール所属。ポジションはMF。

## 経歴
2015年6月、エクアドル代表との親善試合でパナマ代表デビュー。10月8日、トリニダード・トバゴ代表との親善試合で代表初ゴールをマーク。
2018年夏、2018 FIFAワールドカップに参加。

## 所属クラブ
- CDビスタ・アレグレ
- SUNTRACS FC 2013-2015

→ CDプラサ・アマドール 2014-2015 (loan)
- ラ・エキダ 2016-2017
- CDプラサ・アマドール 2017-

## 代表歴

### 出場大会
- パナマ代表
  - 2018 FIFAワールドカップ

### 試合数
- 国際Aマッチ 28試合 1得点（2015年-2019年）[2]

| パナマ代表 | 国際Aマッチ | 国際Aマッチ |
| 年         | 出場        | 得点        |
| ---------- | ----------- | ----------- |
| 2015       | 11          | 1           |
| 2016       | 6           | 0           |
| 2017       | 2           | 0           |
| 2018       | 5           | 0           |
| 2019       | 4           | 0           |
| 通算       | 28          | 1           |